# Combat antitanc

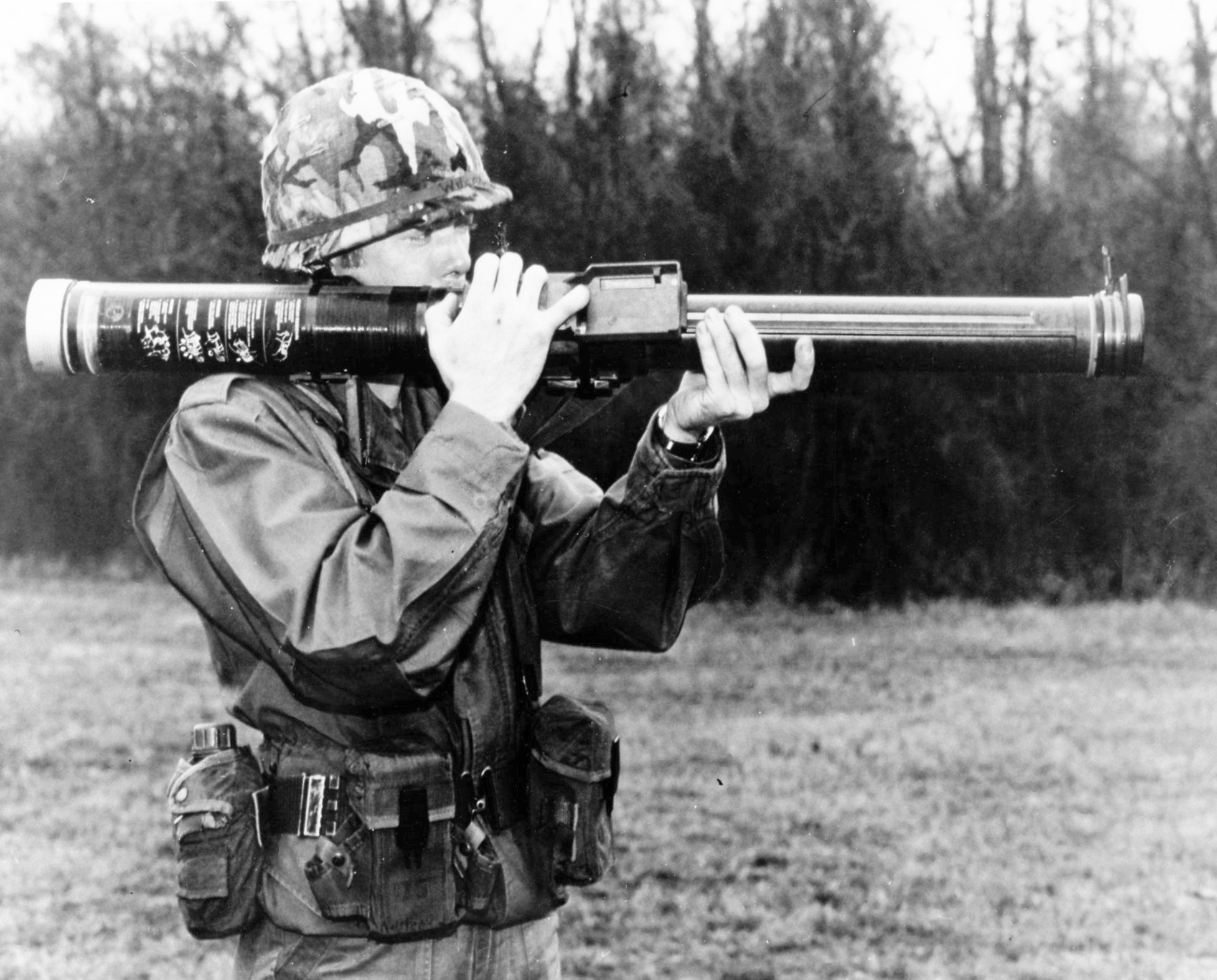
Un soldat preparat per disparar un FGR-17 Viper descartable, un coet norteametricà antitanc.

El combat antitanc es va originar per la necessitat de desenvolupar tecnologia i tàctiques per destruir tancs durant la Primera Guerra Mundial (1914-1918). Des que la Triple Entesa va desenvolupar els primers tancs en 1916 i fins que no els va desplegar en batalla el 1917, l'Imperi Alemany va desenvolupar les primeres armes antitancs. La primera arma antitanc desenvolupada va ser un el Mauser 1918 T-Gewehr, que disparava un cartutx de 13 mm amb una bala sòlida que podia penetrar als tancs de l'època i destruir el motor o rebotar a l'interior, matant als ocupants. Com que els tancs representen la força més gran en terra, els estrategues militars han incorporat els combats a antitancs en la doctrina de gairebé tots els serveis de combat des de llavors. Les armes antitancs més predominants al començament de la Segona Guerra Mundial en 1939 incloïen el canó muntat en el tanc, els canons antitanc i les magranes antitanc utilitzades per la infanteria, així com els avions d'atac a terra.
Els combats antitanc va evolucionar ràpidament durant la Segona Guerra Mundial (1939-1945), la qual cosa va portar a la inclusió d'armes portàtils d'infanteria com la Bauka, enginyeria de combat antitancs, avions antitancs especialitzats i canons antitancs autopropulsats. Tant l'Exèrcit Roig Soviètic com l'Exèrcit Alemany van desenvolupar mètodes per combatre les ofensives dirigides per tancs, inclòs el desplegament d'armes antitancs estàtiques integrades en posicions defensives profundes, protegides per obstacles antitancs i camps de mines, i recolzades per antitancs mòbils, reserves i avions d'atac a terra.
Durant la Guerra Freda, Estats Units, la Unió Soviètica i altres països van contemplar la possibilitat d'una guerra nuclear. Si bé s'havia desenvolupat tecnologia anterior per protegir a les tripulacions de vehicles blindats de projectils i danys explosius, ara sorgia la possibilitat de radiació. Als països de l'OTAN es va produir poc o cap desenvolupament en la definició d'una doctrina sobre com usar les forces armades sense l'ús d'armes nuclears tàctiques. En l'esfera d'influència soviètica s'estava examinant teòricament la doctrina heretada de la maniobra operativa comprendre com es podria utilitzar una força dirigida per tancs fins i tot amb l'amenaça d'un ús limitat d'armes nuclears en els possibles camps de batalla europeus. El Pacte de Varsòvia va arribar a la solució de la guerra de maniobres mentre augmentava enormement el nombre d'armes antitancs. Per aconseguir això, els teòrics militars soviètics com Vassili Sokolovski (1897-1968) es van adonar que les armes antitancs havien d'assumir un paper ofensiu en lloc del paper tradicionalment defensiu de la Gran Guerra Pàtria (1941-1945) en tornar-se més mòbils. Això va conduir al desenvolupament de míssils antitancs guiats millorats, encara que s'estaven fent treballs de disseny similars a Europa Occidental i Estats Units.
Tots dos bàndols en la Guerra Freda també van reconèixer la utilitat de l'arma antitanc lleugera, i això va portar a un major desenvolupament de les armes portàtils utilitzades per l'esquadró d'infanteria, mentre que els míssils més pesats es van muntar en destructors de tancs de míssils dedicats, inclosos els antitanques dedicats. Els helicòpters tanc, i fins i tot míssils antitancs guiats més pesats llançats des d'avions. Els dissenyadors també van desenvolupar noves varietats de municions d'artilleria en forma de projectils d'atac superior i projectils que es van utilitzar per saturar àrees amb minibombes anti-blindatge. Els helicòpters també podrien usar-se per llançar ràpidament mines antitanc disperses.
Des del final de la Guerra Freda el 1992, les úniques noves amenaces importants per als tancs i altres vehicles blindats han estat els dispositius explosius improvisats (IED) detonats a distància usats en la guerra asimètrica i els sistemes d'armes com el RPG-29 i el FGM-148 Javelin, que pot derrotar el blindatge reactiu. Tots dos sistemes d'armes usen una ogiva en tàndem on la primera etapa de l'ogiva en tàndem activa l'armadura reactiva, i la segona etapa de l'ogiva en tàndem ataca al blindatge per mitjà d'una càrrega antitanc d'alt poder explosiu anomenada HEAT.